# Dirección General de Gestión Migratoria
La Dirección General de Gestión Migratoria (DGGM) de España es el órgano directivo del Ministerio de Inclusión, Seguridad Social y Migraciones, adscrito a la Secretaría de Estado de Migraciones, que se encarga de la aplicación general de la normativa sobre migración humana y, en particular, lo relativo a inmigración y extranjería. Asimismo, gestiona las políticas económicas y de infraestructuras relacionadas con los centros de migraciones.

## Historia
La Dirección General de Migracions se crea en octubre de 1991 como sucesora directa del Instituto Español de Emigración, que desde 1985 era una dirección general del Ministerio de Trabajo. Esta reforma del 91 pretendió abordar con profundidad «la orientación de la Dirección General, modificando no solo su nombre, sino su estructura, logrando un equilibrio entre la atención a los emigrantes cuyo número y situación requiere una atención especializada, y las nuevas funciones: apoyo a los retornados, asistencia a las migraciones interiores y particularmente la ejecución de una política activa de inmigración».
Sus tres órganos, con rango de subdirección general, se enfocaban en los movimientos migratorios, la inmigración y la promoción e integración social.
En 1993 las competencias migratorias fueron transferidas al Ministerio de Asuntos Sociales y la DGM pasó a depender de la Subsecretaría de Asuntos Sociales manteniendo la misma estructura. A partir de 1996, esta dirección general se fusionó con la Dirección General de Trabajo, fusión que se mantuvo hasta 2004.
En 2004, las competencias se repartieron entre tres órganos directivos, las direcciones generales de Inmigración, de Integración de los Inmigrantes, y de Emigración; que desaparecieron a finales de 2011 cuando se reagruparon en esta dirección general ahora dependiente de la Secretaría General de Inmigración y Emigración.
Una modificación relevante la sufrió en 2018, cuando se suprimió la Subdirección General de Integración de los Inmigrantes cuyas competencias pasaron a la nueva Dirección General de Integración y Atención Humanitaria. En 2020, el órgano se integró en el nuevo Ministerio de Inclusión, Seguridad Social y Migraciones, y la Subdirección General de Emigración se renombró como Subdirección General de la Ciudadanía Española en el Exterior y Retorno.
En abril de 2021, la Subdirección General de Régimen Jurídico se adscribió directamente a la Secretaría de Estado y la Subdirección General de Inmigración pasó a llamarse Subdirección General de Gestión y Coordinación de Flujos Migratorios.
A finales de 2023 perdió competencias sobre emigraciones, que se elevaron a rango de dirección general bajo el nombre de Dirección General de la Ciudadanía Española en el Exterior y Políticas de Retorno. En compensación, adquirió otras que antes estaban repartidas por los órganos del Departamento relacionadas con gestión y coordinación de fondos europeos, otros recursos económicos de ámbito migratorio y la administración de la política de infraestructuras en relación con los centros de migraciones.

## Estructura y funciones
De la DGM dependen, con nivel orgánico de subdirección general:
- La Subdirección General de Inmigración y Movilidad Internacional, a la que le corresponde la ordenación y gestión de los procedimientos de concesión de autorizaciones previstas en la normativa general sobre extranjería e inmigración, la coordinación de los órganos y oficinas de extranjería, la política de personal necesario para el buen funcionamiento del sistema de inmigración, tanto en España como en el extranjero, y la coordinación con las comunidades autónomas que tengan competencias en materia de autorizaciones de trabajo.
- La Subdirección General de Infraestructuras para las Migraciones, a la que le corresponde la política de infraestructuras en el ámbito de los centros de migraciones, así como la gestión patrimonial en relación con los recursos muebles, inmuebles e infraestructuras para futuros nuevos centros.
- La Subdirección General de Gestión y Fondos Europeos, a la que le corresponde las competencias de planificación económica en relación con las necesidades de recursos humanos, presupuestos, fondos europeos, contratación pública y, en definitiva, toda la gestión económica en el ámbito de la Secretaría de Estado de Migraciones.

## Titulares
- Raimundo Aragón Bombín (14 de octubre de 1991-14 de mayo de 1996)
- Aurelio Miras Portugal (11 de febrero de 2012 - 21 de enero de 2017)
- Ildefonso de la Campa Montenegro (21 de enero de 2017 - 23 de junio de 2018)[10]
- Agustín Torres Herrero (23 de junio de 2018-30 de junio de 2018)[11]
- José Alarcón Hernández (30 de junio de 2018-5 de febrero de 2020)[12]
- Irune Aguirrezabal Quijera (5 de febrero de 2020-29 de abril de 2020)[13]
- Santiago Antonio Yerga Cobos (29 de abril de 2020-8 de diciembre de 2023)[14]
- Carlos Mora Almudí (8 de diciembre de 2023-29 de mayo de 2024)[15]
- Francisco Celso González González (29 de mayo de 2024-10 de abril de 2025)[16]
- Santiago Antonio Yerga Cobos (10 de abril de 2025-)[17]